# Trstěnice (district de Svitavy)
Pour les articles homonymes, voir Trstěnice.
Trstěnice est une commune du district de Svitavy, dans la région de Pardubice, en Tchéquie. Sa population s'élevait à 523 habitants en 2022.

## Géographie
Trstěnice se trouve à 9 km au sud-est de Litomyšl, à 10 km au nord-ouest de Svitavy, à 49 km au sud-est de Pardubice et à 141 km à l'est-sud-est de Prague.
La commune est limitée par Dolní Újezd et Litomyšl au nord, par Čistá au nord et à l'est, par Karle et Chmelík au sud, et par Sebranice à l'ouest.

## Histoire
La première mention écrite du village date de 993.

## Galerie

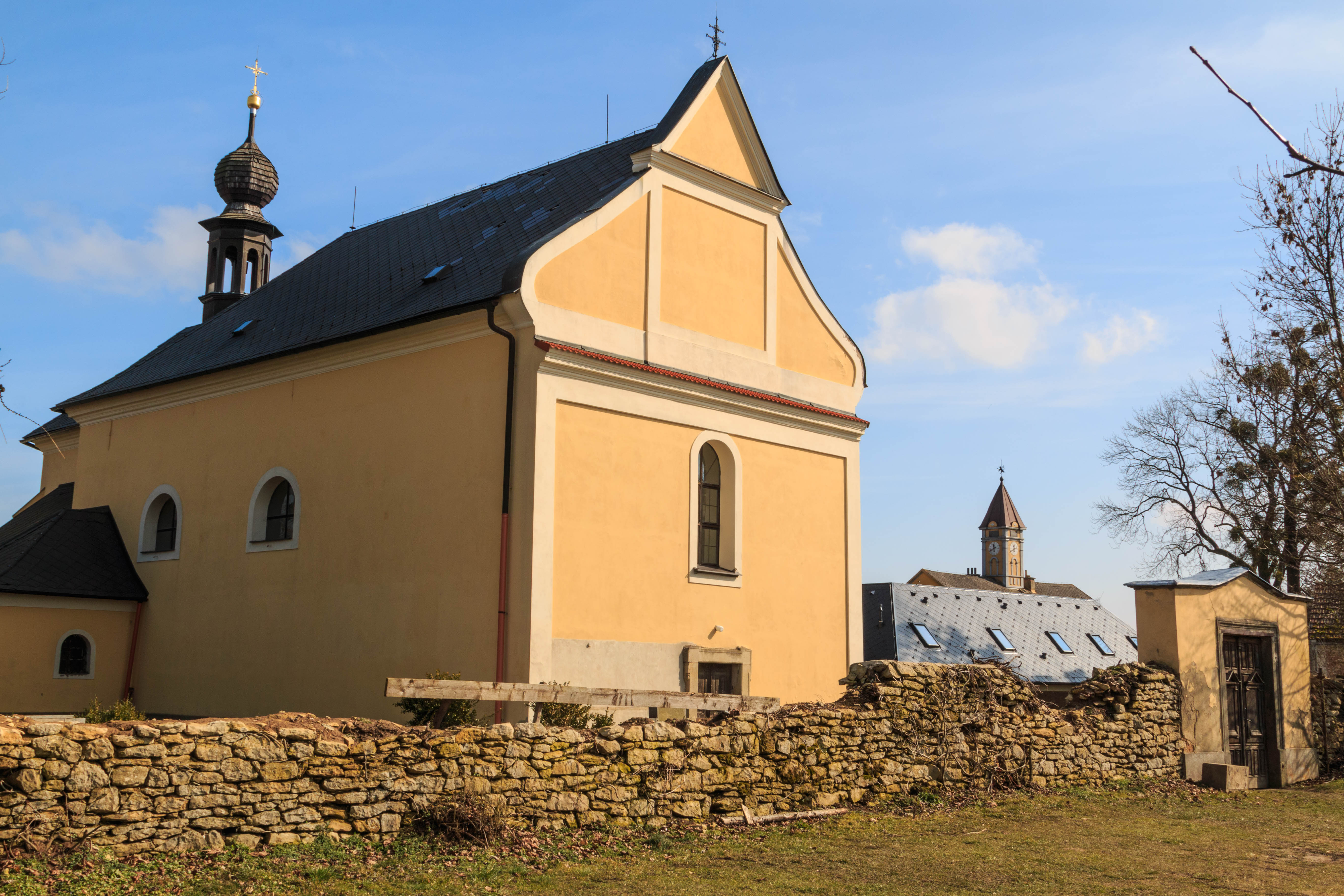
Église de la Découverte de la Vraie Croix.
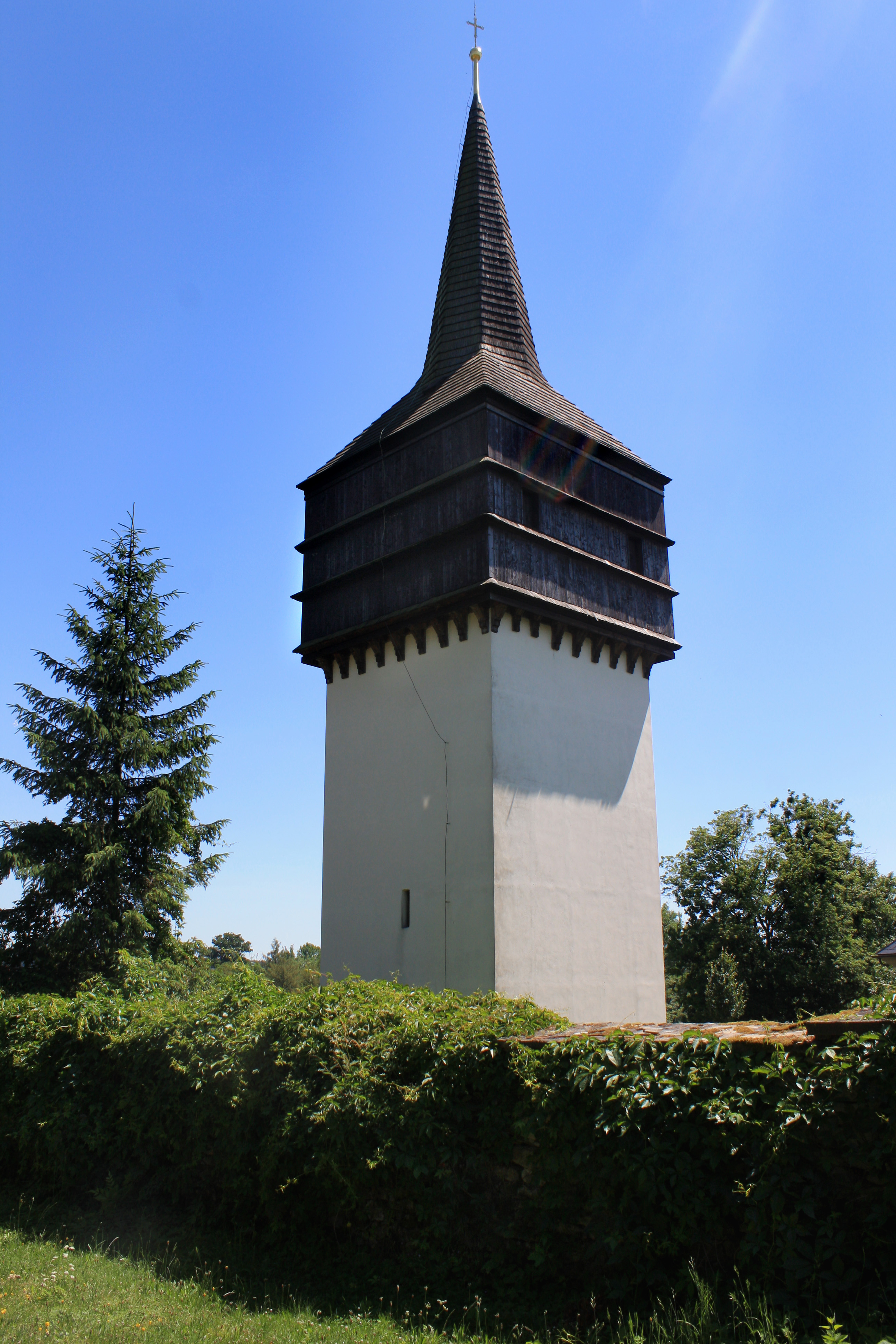
Clocher.
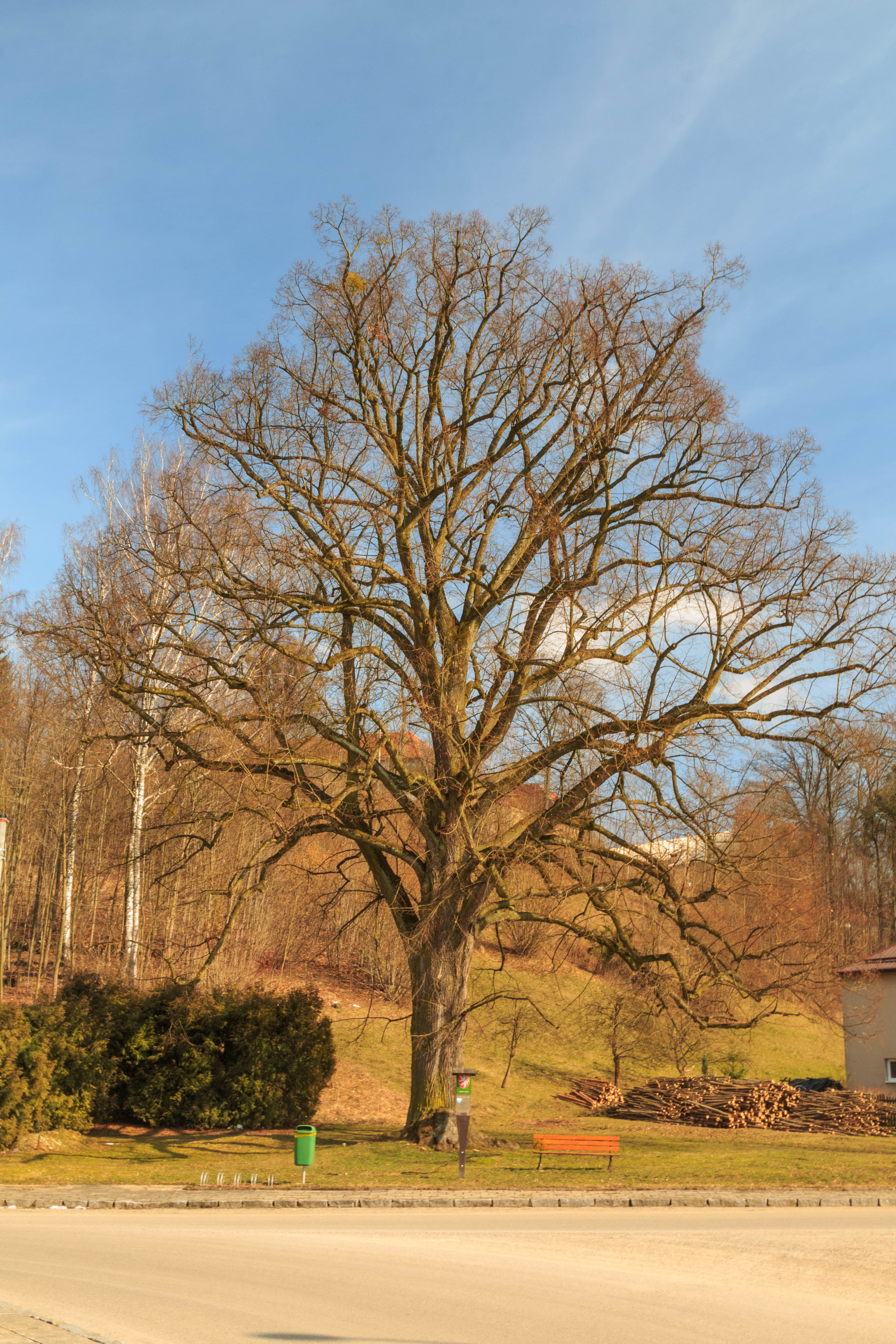
Tilleuil à Trstěnice.

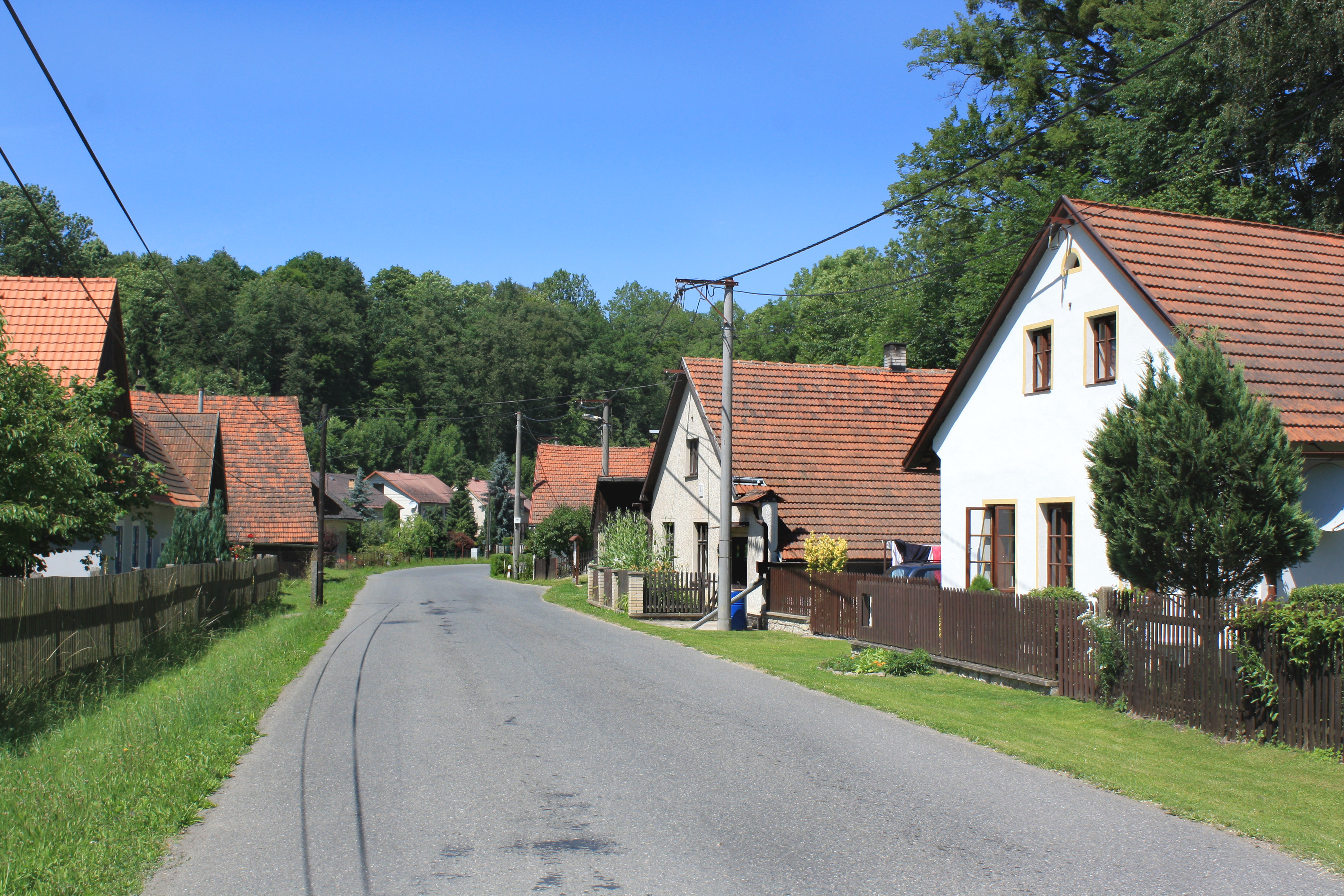
Route de Litomyšl.
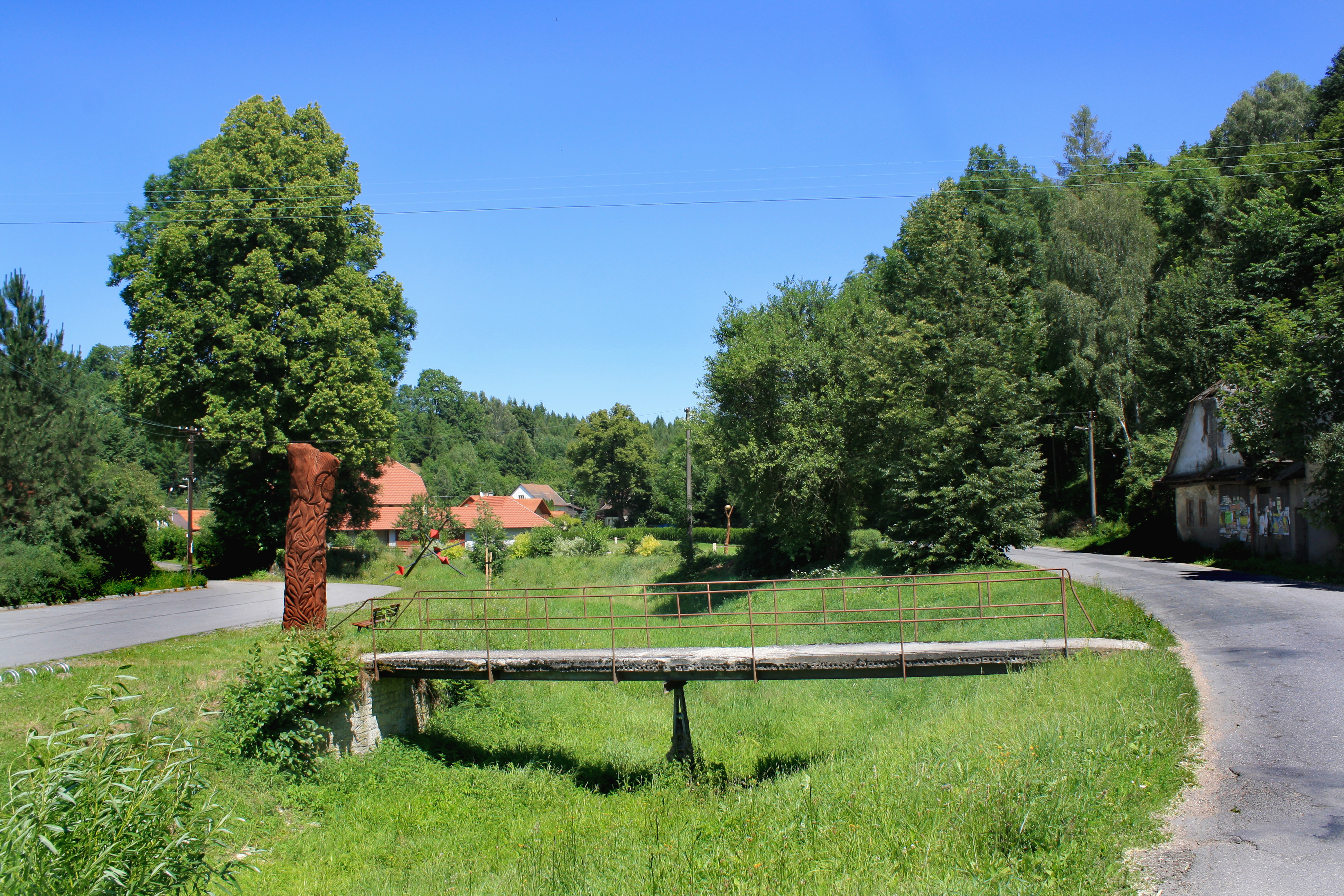
Rivière Loučná à Trstěnice.

## Transports
Par la route, Trstěnice se trouve à 15 km de Svitavy, à 60 km de Pardubice et à 185 km de Prague. 